# Cantadisimo
Cantadisimo es un Reality show de canto, el cual es producido y transmitido por la señal del Canal 6 de Multimedios Television.

## Sinopsis
Cantadisimo es un Programa de Canto, en el cual mandan a un representante de cada Programa de Multimedios Televisión y sus emisoras de Radio, este va a participar cada semana para evitar ser eliminado.

## Participantes
| Nombre                    | Representa A                         | Observación                                                        |
| ------------------------- | ------------------------------------ | ------------------------------------------------------------------ |
| Eugenio Torres            | Es Show                              |                                                                    |
| Luis "Potro" Caballero    | Vivalavi CDMX                        |                                                                    |
| Mafer Chavana             | Vivalavi Mty Sabado                  |                                                                    |
| Isaac Luna                | Escenografía Y Mantenimiento Canal 6 | Primer Concursante que no es dedicado al Medio de Entretenimiento. |
| Mario "El Potro" Garza    | Es Show                              |                                                                    |
| Nathali Juliette          | Pantallazo                           |                                                                    |
| Adrián Cavazos            | Menos Serio Que SNSERIO              | Cantante de Eventos por su voz similar a Carlos Rivera             |
| Deni Lugo                 | Aficionados                          |                                                                    |
| Karen Dávila              | La Lupe                              | Voz Institucional Y Presentadora en La Lupe FM                     |
| Daiana Villalba           | Vivalavi Mty                         |                                                                    |
| Sergio Hernández "Nandez" | Vivalavi                             | Integrante de la Agrupación "P7"                                   |
| Kevin Barrientos          | Buenas Noches Don Fematt             | Conductor y Voz en Off                                             |
| Isa Ross                  | Vivalavi Mty                         |                                                                    |

## Participación Y Eliminaciones
1.º lugar
     2.º lugar
     3.º lugar
     Participación
     Eliminación
| Participantes             | Programa   | Programa   | Programa   | Programa   | Programa | Programa | Programa |
| Participantes             | 05 Febrero | 12 Febrero | 19 Febrero | 26 Febrero | 05 Marzo | 12 Marzo |          |
| ------------------------- | ---------- | ---------- | ---------- | ---------- | -------- | -------- | -------- |
| Eugenio Torres            |            | [ 3 ]      |            |            |          |          |          |
| Luis "Potro" Caballero    |            |            | [ 4 ]      |            |          |          |          |
| Mafer Chavana             |            |            |            |            |          |          |          |
| Isaac Luna                |            |            |            |            |          |          |          |
| Mario "El Potro" Garza    |            |            | [ 5 ]      |            |          |          |          |
| Nathali Juliette          |            |            |            | [ 6 ]      |          |          |          |
| Adrián Cavazos            |            |            |            |            |          |          |          |
| Deni Lugo                 |            |            |            |            |          |          |          |
| Karen Dávila              |            |            |            |            |          |          |          |
| Daiana Villalba           |            |            |            |            |          |          |          |
| Sergio Hernández "Nandez" |            | [ 7 ]      |            |            |          |          |          |
| Kevin Barrientos          |            |            | [ 8 ]      |            |          |          |          |
| Isa Ross                  |            |            |            |            | [ 9 ]    |          |          |